# Rio Coppermine
Rio Coppermine é um rio localizado nas regiões de North Slave e Kitikmeot, regiões de Territórios do Noroeste e Nunavut, Canadá. Possui 845 km de extensão. Nasce no lago Lac de Gras, próximo ao Grande Lago do Escravo, e corre em direção ao Golfo de Coroação, um braço do Oceano Ártico. Durante o inverno, o rio se congela.

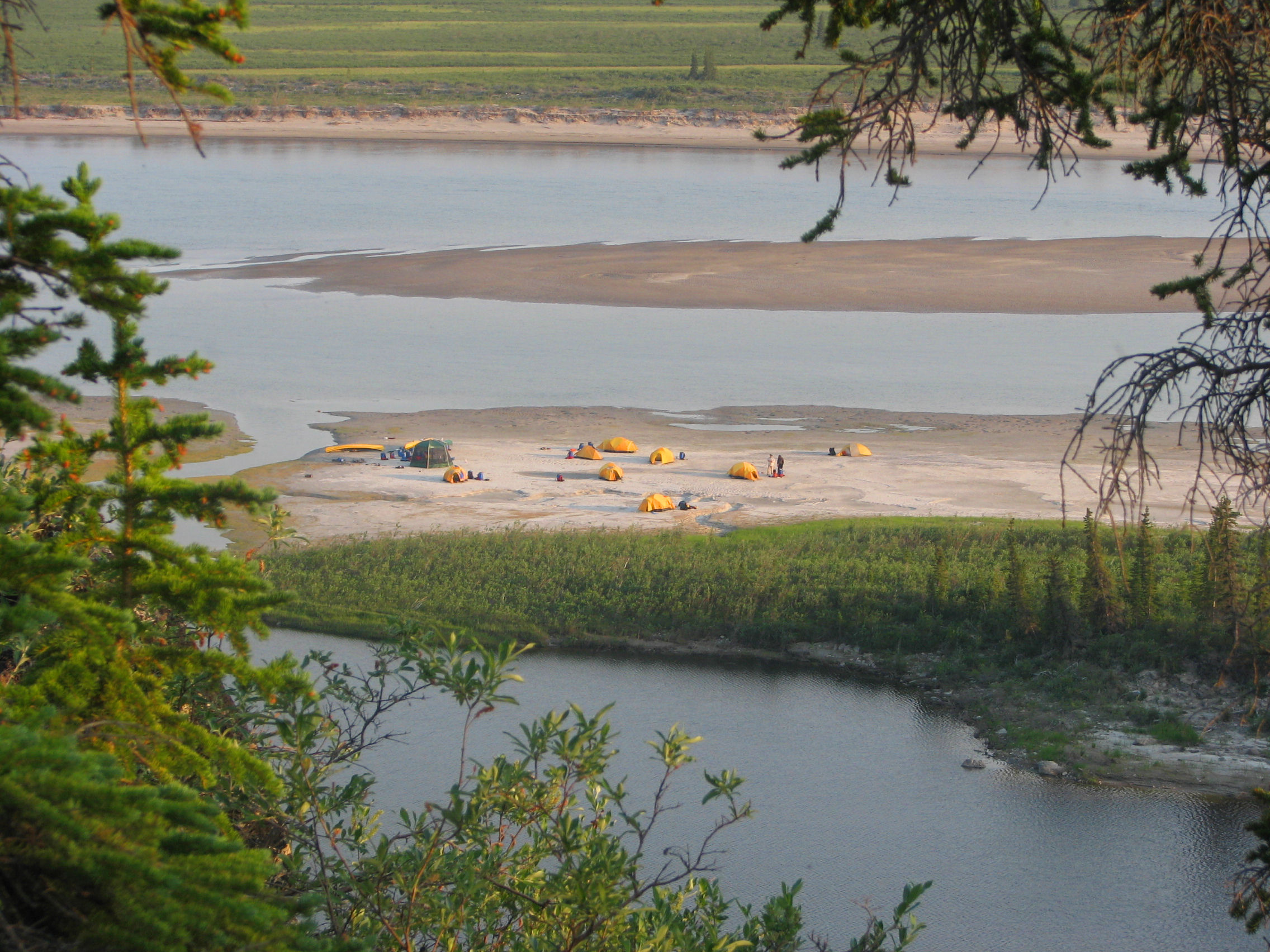
Campistas próximos ao rio.

A vila de Kugluktuk se localiza na foz do rio.
O seu nome significa "cobre" em inglês, pela grande quantidade de cobre encontrada na parte baixa do rio. Samuel Hearne navegou o rio em 1771. John Franklin também navegou o rio durante a "Expedição Coppermine" de 1819 a 1822.

## Galeria

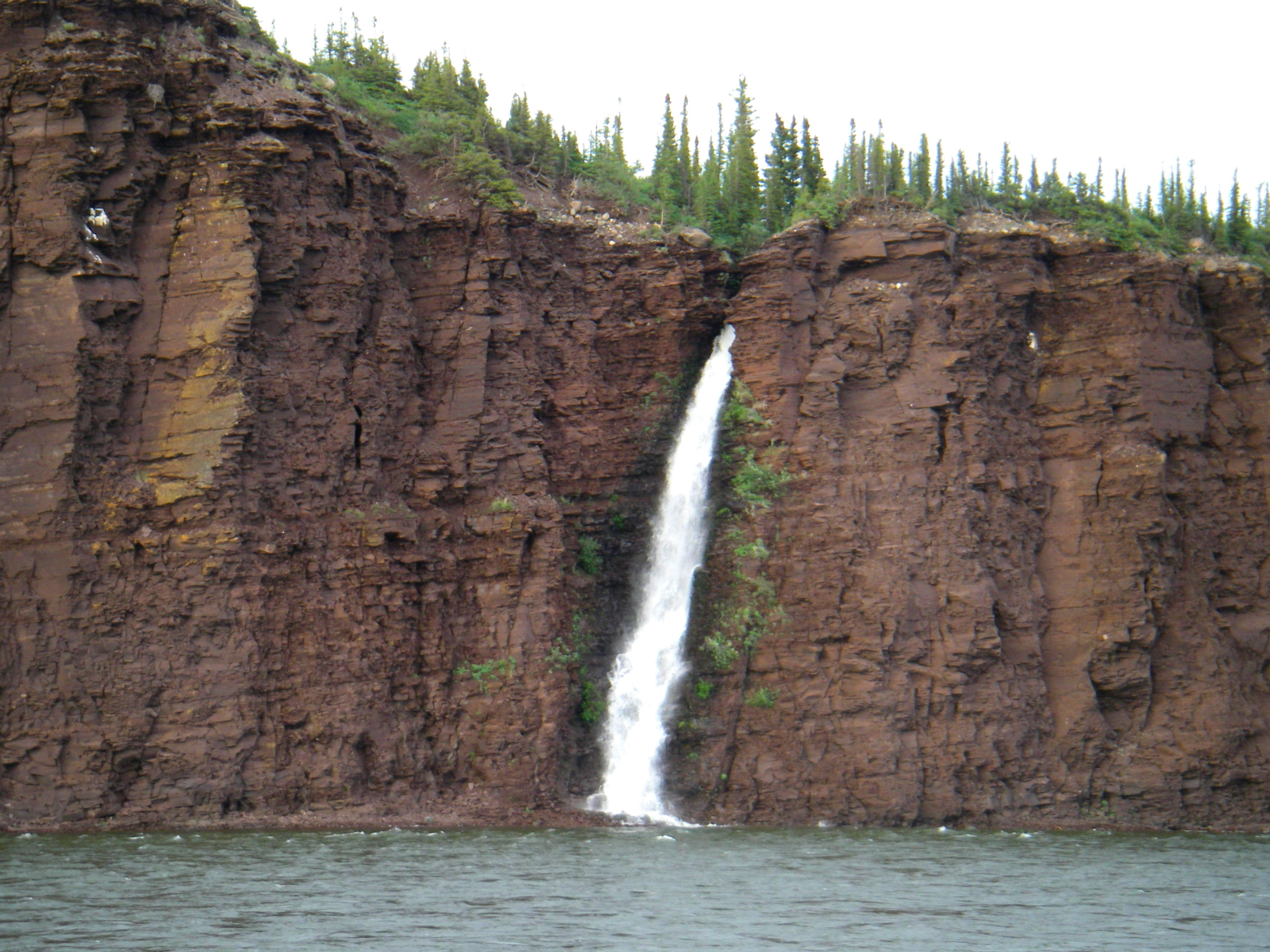
Uma das várias cachoeiras durante o trecho do Coppermine
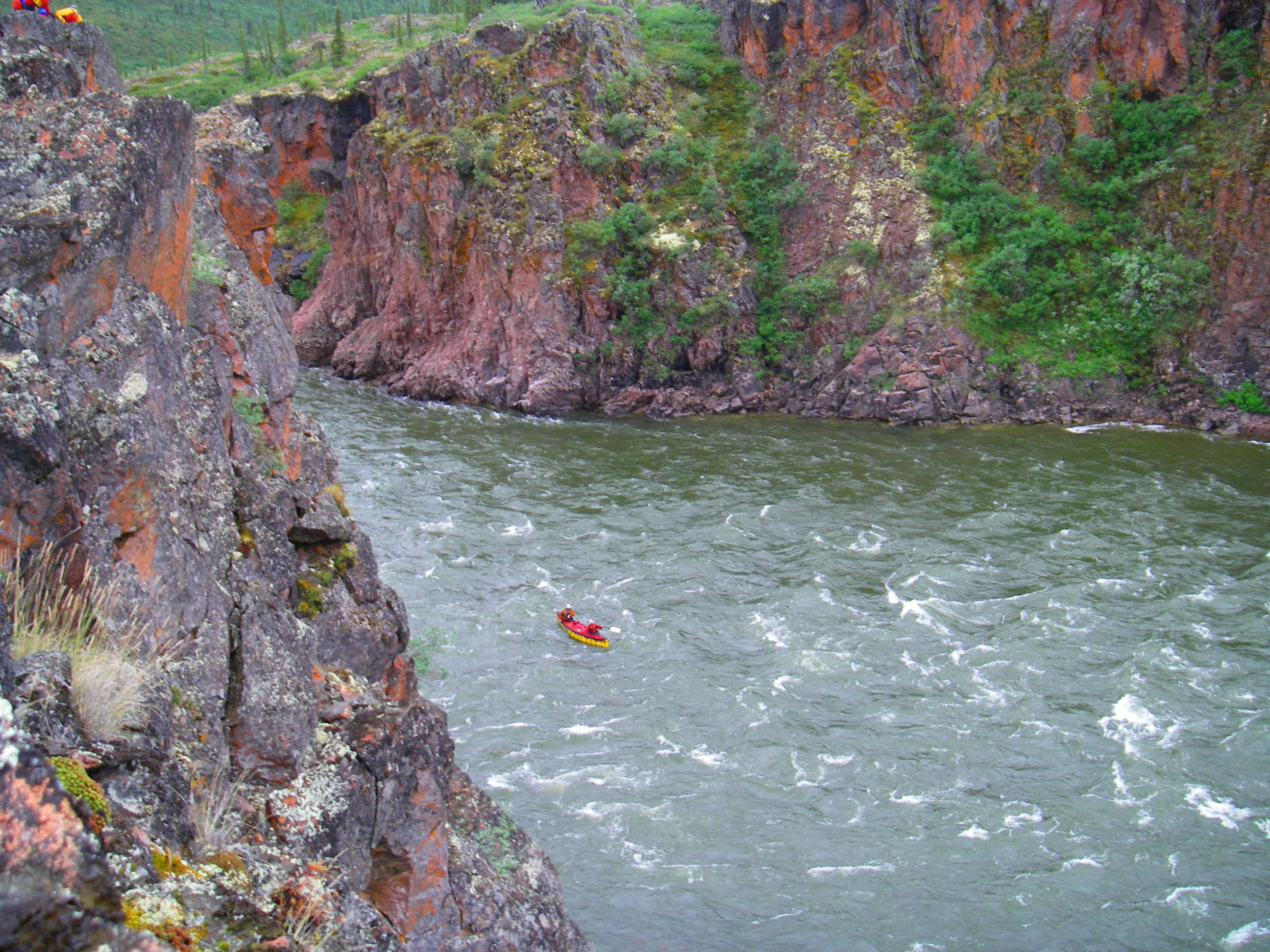